# Eternamente/La vita e l'amore
Eternamente/La vita e l'amore è il quattordicesimo singolo 45 giri di Nicola Di Bari, pubblicato nel luglio 1969.

## Il singolo
La canzone Eternamente è un'elaborazione in versi del tema musicale del film Luci della ribalta di Charlie Chaplin composta dallo stesso regista. Le parole in italiano sono di Vincenzo Ardo. Il cantante pugliese porto questa canzone al Cantagiro 1969, ottenendo un discreto successo. Il brano sul lato B è invece molto poco noto, non verrà incluso in nessun album del cantante foggiano.
La copertina raffigura i titoli delle canzoni con lo sfondo rosa. Gli arrangiamenti sono di consueto curati dal maestro Reverberi.

## Tracce
LATO A
- Eternamente (testo di Vincenzo Ardo, musica di Charlie Chaplin)

LATO B
- La vita e l'amore (testo di Nicola Di Bari, musica di Nicola Di Bari e Gian Franco Reverberi)

## Arrangiamenti
- Orchestra diretta da Gian Piero Reverberi